# باولو أوبرادوفيتش
باولو أوبرادوفيتش (بالكرواتية: Paulo Obradović)‏ هو لاعب كرة الماء كرواتي، ولد في 9 مارس 1986 في دوبروفنيك في كرواتيا.

## وصلات خارجية
- باولو أوبرادوفيتش على موقع الاتحاد الدولي للسباحة (الإنجليزية)
- باولو أوبرادوفيتش على موقع اللجنة الأولمبية الدولية (الإنجليزية)
- باولو أوبرادوفيتش على موقع أوليمبيديا (الإنجليزية)
- باولو أوبرادوفيتش على موقع اللجنة الأولمبية الكرواتية (مؤرشف) (الكرواتية)